# 493 до н. е.

## Події
- завоювання Мілета персами.
- перша експедиція персів в Грецію.
- Договір Кассія

## Народились
- Аджаташатру

## Померли
Список керівників держав 493 року до н. е.